# Berenika II
Berenike II Euergetis (ur. 267 lub 266 p.n.e., zm. 221 p.n.e.) – córka Magasa (308-253), syna Bereniki I i króla Cyreny oraz Apame, córki Antiocha I, króla syryjskiego oraz Stratoniki (córki Filii I).

## Życiorys
Stosunki Magasa z przyrodnim bratem, królem Egiptu Ptolemeuszem II Filadelfosem, układały się różnie. Ok. 300 roku p.n.e. Ptolemeusz I Soter, ojciec Ptolemeusza II i ojczym Magasa, uczynił tego ostatniego namiestnikiem Cyreny. Magas zamierzał przejąć całą władzę po Ptolemeuszu I i w 275 roku p.n.e. ogłosił się królem Cyreny. Doszło wtedy do nierozstrzygniętej wojny. W wyniku porozumienia pokojowego Berenike II została zaręczona z Ptolemeuszem III Euergetesem, synem Ptolemeusza II i Arsinoe I. Związek ten miał gwarantować pokój między oboma państwami.
Po śmierci Magasa (w 253 roku p.n.e.) do władzy w Cyrenie doszła jego żona Apame, która sprzeciwiała się sojuszowi z Egiptem. Jako księżniczka syryjska była bliżej związana z koalicją antyegipską i nie życzyła sobie powrotu Cyreny pod panowanie egipskie. Wezwała z Macedonii brata Antygonosa Gonatasa Demetriosa Pięknego. Ok. 259 roku p.n.e. doprowadziła do małżeństwa Demetriosa z Bereniką. Ten nie pozyskał jednak sympatii Cyrenejczyków i nawiązał romans z teściową. Niespełna piętnastoletnia Berenika postanowiła położyć kres tej sytuacji i stanęła na czele spisku. Przygotowano zasadzkę i Demetrios został zamordowany w łożu Apame. Berenike pozostawiła matkę przy życiu i sama objęła rządy nad Cyreną.
W 246 roku p.n.e. poślubiła króla Egiptu, Ptolemeusza III Euergetesa I. Egipt i Cyrena zostały połączone unią personalną. Berenike imię własne wpisywała w kartusz królewski, używała imienia horusowego, nie znaleziono dotąd zapisu jej imienia tronowego. Mieli pięcioro dzieci: 
- Ptolemeusza IV Filopatora,
- Magasa,
- Arsinoe III,
- Berenike
- jeszcze jednego, nieznanego z imienia syna (Lizymach lub Aleksander ?).

Współrządzili Egiptem w latach 246–222 p.n.e. Byli szczęśliwym i kochającym się małżeństwem. Królowa słynęła z dobroci i wrażliwości. Interesowała się życiem kulturalnym, przypisuje się jej między innymi otoczenie opieką sławnego poety Kallimacha. Obdarzono ją boską czcią już za życia. W 221 roku p.n.e. zamordował ją syn, Ptolemeusz IV Filopator.
Odcięte i złożone bogom w ofierze włosy Bereniki po szczęśliwym powrocie Ptolemeusza III z wyprawy do Azji dały nazwę gwiazdozbiorowi Warkocza Bereniki.

## Tytulatura
- gr. – basilissa Berenike II Thea Euergetis - królowa Berenika II Bogini Dobro Czyniąca
- egip. – Berenikat

| G39 | N5 |

|                   |           |     |     |               |
| \| \| \| \| \| \| |           |     |     |               |
|                   |           |     |     |               |
| D58               | D21 · N35 | M17 | M17 | V31 · X1 · H8 |

| D58 | D21 · N35 | M17 | M17 | V31 · X1 · H8 |

|                   |           |     |     |               |
| \| \| \| \| \| \| |           |     |     |               |
|                   |           |     |     |               |
| D58               | D21 · N35 | M17 | M17 | V31 · X1 · H8 |

| D58 | D21 · N35 | M17 | M17 | V31 · X1 · H8 |